# Eriska Crannóg

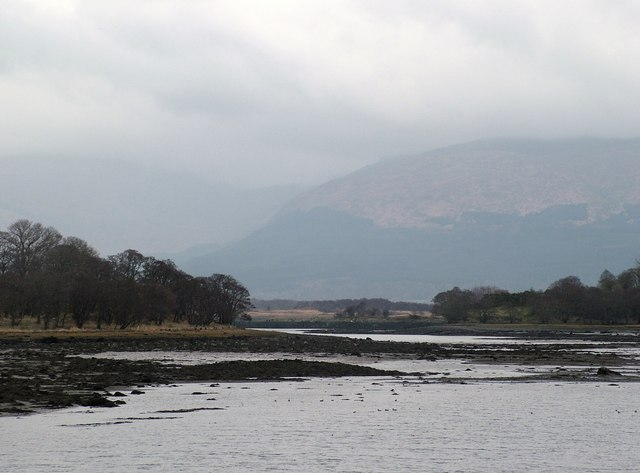
Eriska Crannóg

Der Eriska Crannóg (auch Barr Mor Crannóg genannt) liegt zwischen dem Festland und der heute mit einer Brücke verbundenen Gezeiteninsel Eriska, im Loch Creran nördlich von Benderloch, bei Oban in Argyll and Bute in Schottland.
Der Crannóg befindet sich unterhalb der Hochwassermarke am Südufer von Eriska. Es ist heute ein algenbedeckter Hügel von etwa 20,0 m Durchmesser und weniger als 1,0 Meter Höhe. Sein Zentrum ist durch einen teilweise verfüllten Graben entstellt, der mit einer unvollendeten Ausgrabung durch Robert Munro (1835–1920) im Jahre 1884 (die erste in Argyll and Bute) verbunden ist. Die Ausgrabung zeigte, dass der Crannóg eine runde Holzkonstruktion mit einem Durchmesser von etwa 18,3 m war, die hauptsächlich aus horizontalen, radial angeordneten Balken bestand. Der Rand war durch eine Palisade definiert. Überlagert wurde eine 0,9 m dicke Schicht aus Steinen und Ton, von der Asche, Holzkohle und einige verbrannte Tierknochen, aber keinerlei Artefakte stammen. Es gibt keine Hinweise darauf, dass der Crannóg mit der Insel verbunden war.